# 북아일랜드 보수당
북아일랜드 보수당(영어: Northern Ireland Conservatives)은 북아일랜드의 정당이다. 현재 북아일랜드의 군소 정당으로 1993년부터 1997년까지 북아일랜드 지방 의석을 보유했다.

## 같이 보기
- 스코틀랜드 보수당
- 웨일스 보수당
- 북아일랜드 노동당